# الظهرة (الحيمة الداخلية)

تعديل مصدري - تعديل

الظهرة هي إحدى قرى عزلة بلاد القبائل بمديرية الحيمة الداخلية التابعة لمحافظة صنعاء، بلغ تعداد سكانها 844 نسمة حسب تعداد اليمن لعام 2004.